# Тропска кишна шума
Тропска кишна шума (тропска влажна шума, влажна тропска шума, екваторијална или екваторска шума, тропска прашума, џунгла; лат. Pluviisilvae) је еволутивно најстарији екосистем на планети Земљи. Простире се у зони тропске кишне климе (Кепенова класификација ) у којој постоје непрекидни и оптимални услови температуре и влаге током целе године. Тропске кишне шуме заузимају велика пространства северно и јужно од екватора − Амазонски басен, Гијана, источни делови централне Америке и Карипска острва, басен Конга, доњи ток Нигера, подручје Великих афричких језера, источни део Мадагаскара, југозападна Индија, Малајско полуострво, Филипинска и Сундска острва, Нова Гвинеја, североисток Аустралије и тропска пацифичка острва.

## Основне карактеристике
Прилагођеност тропске кишне шуме манифестује се у вечито зеленом типу шуме са високим дрвећем и бројним лијанама и епифитама. Дрвеће је јако високо, са висинама и преко 50 метара, а вегетација је распоређена у 4 до 5 вегетационих спратова. Приземни део се налази у зони сенке са свега 1/40 делова светлости у односу на зону крошњи дрвећа. Разноликост живог света је екстремно висока, те се на свега 3 km² може наћи и до 400 различитих биљних формација. Иако тропске биљке припадају вечнозеленом типу вегетације и на овом подручју постоји периодизам који се огледа у постепеној замени лисне масе. Опадање лишћа није узроковано климатским факторима, већ је индивидуално и зависи од биљке до биљке. И процес цветања је такође индивидуалан код сваке биљке. Захваљујући својим дугим стаблима лијане су међу најраширенијим биљним заједницама тропских кишних шума, а њихова стабла могу достићи дужине и до 300 метара.
Најразвијеније тропске кишне шуме су бразилске тропске шуме, познате и као хилеје.
Животињски свет тропских шума је такође веома богат и разноврстан. У тропским кишним шумама живи више од половине свих светских живих заједница.

## Периодичност у тропским кишним шумама
Иако тропске кишне шуме припадају вечнозеленом типу вегетације то не значи да у њима не долази до опадања лишћа и смене лисне масе. У вези са опадањем лишћа постоји читав низ варијанти. На једној страни је дрвеће код кога лишће траје у просеку од једне до две године и потом постепено бива замењено новим. Са друге стране код одређеног дрвећа лишће опада одједном и истовремено, а потом у релативно кратком периоду бива замењено новим. Код многих врста дрвећа до опадања листова може доћи и више пута у току године (и до 6 пута). Опадање лишћа код дрвећа у тропским кишним шумама није условљено одређеним годишњим добима већ је индивидуално за сваку врсту. Тако се дешава да док је једна врста дрвећа потпуно зелена, код друге је у истом периоду крошња делимично или потпуно огољена. Независност листопада у односу на годишња доба посебно се јасно манифестује и у појави индивидуалности код истих врста, те се дешава да код два дрвета исте врсте у непосредној близини, једно буде потпуно огољено, а друго под лишћем. Постоји такође и индивидуалност код различитих грана истог дрвета, док на једним гранама постоји лишће, друге гране су голе. Код неких врста дрвећа уочено је да је биљка у вечито зеленом стању у младости, а потом сваки пут пред цветање збацује своје лишће.
Код цветања и плодоношења ситуација је иста као и код листопада, и оно је у потпуности независно од годишњег доба. Мада се код врста са кратким трајањем цветања, а такве су орхидеје, цветање одвија истог дана на јако великом подручју. Код појединих врста орхидеја цветање се одиграва у периоду од свега неколико сати, а овакво синхронизовано и масовно цветање често је последица деловања спољашњих фактора (на пример нагле промене температура или електрична пражњења). У вези са цветањем постоји још једна појава карактеристична за биљке тропских шума, а то је да се цветови образују изван основне масе листова, непосредно на старијм гранама и стаблу. Ова појава се назива каулифлорија (грч. καυλός − стабло и лат. flos − цвет) У тропима је регистровано постојање преко 1.000 различитих врста каулифлоричног дрвећа, међу којима су какаовац (Theobroma cacao), хлебно дрво (Artocarpus), абонос (Diospyros), читав низ фикуса (Ficus) и други. Сама појава каулифлорије није у потпуности објашњена, а претпоставља се да је реч о једној примитивној особини при којој су генеративни (цветови) и вегетативни асимилациони органи на биљци просторно раздвојени.

## Основне флористичке карактеристике
Изузетно повољни услови и несметан развој кроз дуго геолошко време омогућили су настанак сложене и веома разноврсне формације тропских кишних шума које одликује изузетно флористичко богатство. То флористичко богатство не огледа се само у укупном броју врста у области распрострањења тропских кишних шума, већ пре свега у појави да се на једној малој површини налази велики број различитих врста. Тако се у прашумама Бразила на површини од свега 3 km² може наћи и преко 400 различитих врста дрвећа. Поређења ради, у целој Европи регистровано је постојање око 250 врста дрвећа и крупнијег жбуња. У резервату Бунтензорг на Јави на површини од 280 хектара регистровано је око 250 различитих врста дрвећа. У вези са тим ретка је појава да се у тропским кишним шумама могу пронаћи, једно крај другог, два дрвета која припадају истој врсти. Због великог броја различитих врста дрвећа, горњи руб тропске прашуме поприма облик кривудаве линије. Са друге стране шуме умерених предела које су формиране од знатно мањег броја едификатора имају мање више праву горњу контурну линију. С тим у вези гледано издалека тропска кишна шума има изглед огромног шареног мозаика у ком се међусобно преплићу различите боје и нијансе.
То је вечнозелени тип шумске вегетације са врло високим дрвећем чији су листови крупни и сјајни, а пупољци без заштитних љуспи. Како се различите врсте дрвећа разликују у вези са висинама, то значи да се у тропским шумама не образује компактан и потпуно затворен спрат дрвећа какав је карактеристичан за шуме умереног појаса. Дрвеће је у прашумама распоређено у неколико висинских спратова, најчешће 4 до 5, и такав карактер спратности омогућава да светлост продире и у ниже слојеве шуме, што ствара повољне услове за бујање лијана, епифита, жбунова и зељастих биљака.
Дрвеће тропских кишних шума је обично јако високо, са правилним и слабо гранатим стаблима. Гранање иде најчешће до грана трећег или четвртог степена, што је једна од основних карактеристика ових шума. Поједине врсте се уопште не гранају (палме, дрволике папрати, поједине дикотиле). Код врсте Altingia excelsa која неретко нарасте и до 70 метара у висину, а чије стабло има до 2 метра у пречнику, гранање почиње тек на висини од 25 до 30 метара, и то свега на неколико грана. У вези са слабим гранањем дрвеће тропских шума релативно малу, ретку и светлу крошњу. У поређењу са дрвећем умерене зоне, код дрвећа тропских кишних шума на исту масу листова долази далеко већа маса стабла и грана. То се може објаснити и већом продуктивношћу лисног апарата условљену могућношћу фотосинтезе преко целе године.
Гигантско дрвеће ових шума одликује се јаким и даскастим корењем које представља често готово вертикално постављене и до 2 метра високе израштаје који се јављају изнад земље. Овакве творевине нарочито су типичне код дрвећа из рода фикуса. Даскасто корење повећава механичку стабилност стабла, што је од великог значаја код високог дрвећа.
Листови код дрвећа тропских шума су углавном јако крупни, чврсте конзистенције, кожасти, еластични и сјајни, што значи да имају читав низ ксероморфних особина. Поред тога, лишће код многих врста је постављено мање или више вертикално, тако да сунчеви зраци не падају управо на површину листа. На овај начин биљка се услед високе инсолације штити од интензивне транспирације (губитка воде кроз листове). Вертикални положај листова ублажава и изванредно јако механичко дејство тропских пљускова који би у знатној мери могли да оштете површине листова. Глатка површина онемогућава задржавање воде на листовима, па самим тим долази до њиховог брзог сушења, што онемогућава развој епифитних форми и паразитских биљака на површини листа.
Насупрот повременим, релативно ксеротермним условима у горњим спратовима, у доњим спратовима шуме ваздух је презасићен воденом паром, а влажност ваздуха креће се у вредностима између 80 и 100%. Презасићеност воденом паром условила је развој бројних мезофитних и хигрофитних биљака. Највише су заступљене ниже биљке, од којих посебно папрати (такође и селагинеле и ликоподијуми). Код папрати из фамилије Hymenophyllaceae листови, који су јако нежни и формирани од једног слоја ћелија, могу упијати влагу целом својом површином. Код приземних биљака коренов систем је по правилу слабо развијен, а често и сасвим недостаје. Последица велике влажности ваздуха је и сасвим отежана транспирација код биљака у доњим спратовима, због чега су многе биљке еволуирале тако да воду излучују у течном стању. У том смислу развијене су хидатоде, сомотасте површине листова преко којих се вода избацује из биљке (понекад чак и са извесном снагом, као код врсте Colocasia nymphaefolia). Излучивање воде у виду капљица код биљака тропских кишних шума понекад може бити толико интензивно да добија карактер праве кише.
Услед бујног развоја вегетације и постојања великог броја спратова, до подлоге често допире веома мала количина сунчеве светлости, понекад и свега 2% од пуне дневне светлости. Самим тим борба за светлост игра веома важну улогу у еволуцији животних форми у тропским кишним шумама. У тој еволуциј највећи степен прилагођености оствариле су лијане и епифитне форме.
Лијане и епифите су биљке коју су карактеристичне за тропске кишне шуме, и у њима расту у великом броју и у различитим облицима. То су животне форме које су се у условима густе тропске прашуме прилагодиле животу у вишим спратовима шуме где користе повољне светлосне услове.

### Лијане
Лијане се одликују брзим растом и малом дебљином стабла, а до виших спратова шуме доспевају тако што пужу уз већ постојећа стабла и гране. Дужина стабла лијана је изузетно велика, те тако код различитих врста палме Calamus неретко достиже и до 300 метара. Због велике дужине стабла, спроводна ткива у стаблу лијана имају велику пропусну моћ за ток воде, проводне цеви су велике дужине и са пречницима од 0,35 до 0,6 мм. У истом смислу су прилагођене и ситасте цеви лијана које су главни спроводници органских материја кроз тело биљке.
Код лијана постоји и читав низ различитих прилагођености помоћу којих се оне пењу уз дрвеће. Код лијане Calamus лисни врх се завршава бичем, дугим 1−2 метра, снабдевеним оштрим и уназад управљеним кукама уз помоћ којих се ова врста лијана пење и уз највиша стабла у тропским кишним шумама. Код других лијана постоје посебни пипци који су осетљиви на додир на који реагују обмотавајући се око грана и стабала дрвећа. Код неких врста лијана врх изданка прави покрете у косом или готово хоризонталном положају, у кругу од 1 до 2 метра, при чему у условима густе тропске вегетације лако наилази на ослонац, учвршћује се на њему и даље расте у висину. Код лијане Combretum latifolium која расте на Јави, из густе и лиснате круне на све стране се пружају змијолики бичеви дужине и до 3 метра. Они описују кругове тако да се њихов положај стално мења, при чему се налази ослонац за даљи раст у висину. Код рода Bigononia на крајевима листова постоје пипци у облику три оштра израштаја којима се млади изданци учвршћују за стабло домаћина, а затим се успузавају уз помоћ коренова. Код неких лијана формирани су корени пијавке помоћу којих се ове биљке пењу увис.
Животна форма лијана заступљена је у многим систематским групама. Најчешће и за тропске области најкарактеристичније су лијане из групе палми, а такође и из фамилије Araceae (Philodendron и други). Од лијана тропских кишних шума заступљени су и родови Ficus, Piper, Vanilla, Bauchinia и други.

### Епифите
Епифите представљају животну форму изузетно добро прилагођену за освајање простора у специфичним условима тропске прашуме. насељавају стабла, гране, па чак и листове, и тако доспевају у највише спратове тропских кишних шума где има и највише светлости. За разлику од лијана које су сачувале везу са земљиштем, епифите су се у потпуности одвојиле од земље. Код низа епифита (посебно код оних из породица орхидеја) на корену постоји посебно ткиво − веламен − које попут сунђера упија воду и преноси је у унутрашњост биљке. Ово ткиво је образовано од мртвих и празних ћелија које су међусобно повезане низом отвора. Веламен у ствари представља систем капиларних цевчица које су у стању да брзо и ефикасно упијају кишницу у време падавина. Постоје и врсте епифита које на асимилационим органима имају посебне љуспице за упијање воде. Код неких врста епифита вода се скупља у посебним резервоарима чији се облик и функционисање разликују од врсте до врсте. Најпростији случај је када листови на стаблу домаћина образују удубљење у ком се скупља вода и биљни и животињски остаци.
Епифите се деле у 4 групе:
- протоепифите − представљају први степен у еволуцији епифита;
- хемиепифите − проводе епифитни начин живота само за време клијања и у почетку онтогенетске фазе, а затим помоћу већ изграђеног кореновог система долазе у контакт са земљиштем;
- гнездасте епифите − посебно прилагођене за скупљање воде и храњивих материја;
- епифите цистерне − имају слабо развијено корење које им служи само за учвршћивање у подлози, а хране се исључиво преко листова.

Епифитна папрат Asplenium nidus (гнездо папрат) са Јаве има дугачке листове који у својој основи образују левак у који се скупљају велике количине воде, инсеката, гранчица, прашине и других материја које труну и формирају храњиви супстрат сличан земљишту. Унутар тог левка налази се и коренов систем који црпи те храњиве материје, те млади изданци. Код папрати Platycerium alcicorne постоји изразит лисни диморфизам. Једни листови који имају облик рашчлањене плоче представљају искључиво асимилационе органе, док други листови формирају нишу у којој се скупљају храњиве материје и вода и у којој се налази коренов систем. Код епифите Dischidia Rafflesiana листови су метаморфозирани у нарочите творевине сличне бокалу унутар ког се налазе стоме и коренов систем. Иако у основи епифите нису карниворе, постоји значајан број карниворних биљака које су епифитне. Њихова карниворност представља прилагођеност за допунско добијање храњивих материја, посебно азотних једињења, у специфичним условима епифитног начина живота.
Код неких епифита постоји сложен однос са инсектима, посебно са мравима. Тако, код епифитне биљке Myrmecodia која расте на Малајским острвима, стабло је у доњем делу развијено у виду кртоле која представља мравињак са системом комора и канала. У бразилским кишним шумама мрави уз помоћ епифитних биљака граде своје мравињаке на стаблима и на дрвећу, често и на висинама од 20 до 30 метара. Од семиепифитних биљака у тропским шумама су раширене различите врсте фикуса − посебно Ficus bengalensis − чије семе клија на кори другог дрвећа. С временом фикус пружа своје корење ка тлу и повезује се са земљиштем, а биљка домаћин бива потпуно уништена.
Епифите тропских кишних шума могле су у току своје еволуције настати пре свега из оних биљака чија су семена могла да се преносе, ветром или птицама, високо на дрвеће.
У тропским кишним шумама постоји једна интересантна појава код орхидеје Epidendron paulense. На отвореном ова орхидеја расте у жбунастом облику. Међутим када је суседно грмље прерасте, на њеном горњем делу образују се бочни изданци на чијим основама избијају многобројни ваздушасти коренови који се закаче на листове околних биљака, и на тај начин орхидеја наставља живот као епифитна биљка.

## Америчке тропске кишне шуме
Тропске кишне шуме на подручју Јужне Америке заузимају огромна пространства у басену реке Амазон и у басенима њених притока, те уз источно атлантско приморје све до јужних тропа (посебно у подручју Гијане), Под тропским кишним шумама је и цело подручје средњоамеричке превлаке, почев од полуострва Јукатан па до панамске превлаке, као и јужна и источна Карипска острва.
Амазонија је најпространија и флористички најразноврснија тропска кишна шума на Земљи. У Бразилу се тај тип шумског пространства назива хилејом. Хилеја је најразвијенија у западном делу Амазоније где се истиче великом бујношћу и скоро потпуном компактношћу. Средња годишња температура ваздуха у Амазонији колеба се у вредностима 25,7−27 °C, а температурна варирања на месечном нивоу су готово незнатна. Тако је у Манаусу најтоплији месец новембар са просечном температуром ваздуха од 27 °C, док је најхладнији март са просеком од 25 °C. Једнако тако и дневна колебања температура су минимална, и крећу се од 22−23 °C у рано јутро, до 33−34 °C око поднева. Просечна годишња сума падавина у западном делу је око 4.000 мм, док је у источном делу басена нешто нижа. У бразилским хилејама доминирају биљке из породица Myrtaceae, Leguminosae, Rutaceae, Lauraceae, Meliaceae, Apocinaceae, Palmae и друге. Карактеристична је и паразитска фамилија Balanophoraceae, баш као и лишај Cora pavonia. Лијане су међу најбројнијим формама, а посебно се истичу оне из породица Bignoniaceae, Malpighiaceae, Ascelepiadceae, Dioscoreaceae и Aristolohiaceae. Раширене су и лијане Marcgravia и Bambusa tagoara. Такође је карактеристично и обиље епифита, од којих највећу улогу имају представници ендемичне јужноамеричке фамилије Bromeliaceae. У резервоарима које образују листови (резете) неких од ових епифита обично се алази вода у којој се поред алги, ларви комараца и другог живог света, настањуја чак и крупноцветна карнивора Ulticularia reniformis.
У басену Амазона разликују се два типа тропских кишних шума. Први тип налази се на нижим положајима и повремено је плављен, и то су такозване плавне хилеје или игапо. У други тип убрајају се тропске кишне шуме које расту на нешто уздигнутијим теренима и не подлежу плављењу, и оне се називају ете. Ниво реке Амазона мења се и на дневном нивоу, и то на знатној дужини узводно од ушћа, све под утицајем плиме и осеке. Поред тога, у целом амазонском басену долази до периодичних поплава које се поклапају са периодом монунских киша које падају на подручју целог амазонског басена. Долина Амазона одликује се бројним меандрима, мртвајама и језерима. У мирним водама развијена је и бујна водена вегетација у којој је нарочито карактеристична Victoria regia која се одликује огромним флотантним листовима округлог облика, широким у пречнику и до 1,5 метара. Плавне тропске кишне шуме у којима вода стагнира и по неколико месеци су далеко слабије развијене и флористички сиромашније у поређењу са шумама у којима је период поплава знатно краћи.
Као пример бразилских хилеја најтипичнији је тип ичисичу (Attaleetum Attaleae excelse). Први спрат у том подручју образује појединачно дрвеће високо 40 до 50 метара (попут врста Ceiba, Copaifera), а испод њега су развијена три затворена спрата дрвећа. Први, висок 20−30 метара образују Hevea brasiliensis и различите врсте рода Ficus. Затим долази спрат дрвећа висок 10−20 метара, врло разноврстан у флористичком смислу и са бројним палмама. Последњи спрат који је такође флористички разноврстан чини мање дрвеће висина 5−10 метара и ту обитавају представници фамилија Violoceae, Solanaceae, Myrtaceae, Bombaceae. У приземним слојевима је маса папрати и орхидеја.
На источним падинама Анда повећање надморске висине прати све веће осиромашење хилеје и промена флористичког састава. До висине од приближно око 1.500 метара доминирају палме. У следећем висинском појасу до висина 2.400−2.800 метара карактеристични су кининовац (Cinchona), кока (Eryutroxylon coca) и дрволике папрати. Изнад овог појаса је високопланинска хилеја која се на источној страни Анда налази у појасу високе кондензације водене паре у ваздуху. Ту скоро преко целе године владају густе магле, а влажност ваздуха је екстремно висока. Температуре ваздуха нису високе, али су равномерне током целе године. Високопланинска хилеја одликује се ниским, често савијеним и кривим дрвећем, међу којим се посебно истичу дрволике папрати (попут папрати Dicksonia kartenaiana). За овај појас је карактеристично и присуство четинара, посебно Podocarpus oleifolius и Podocarpus montanus.

## Азијске тропске кишне шуме
Тропске кишне шуме у Азији најразвијеније су у Малајском архипелагу, на Филипинским острвима, југозападној обали Индије, целом Малајском полуострву и Индокини, на северу све до обронака Хималаја.
За Индомалајске тропске кишне шуме карактеристично је изразито високо дрвеће, међу којим се по висинама које могу достићи и до 80 метара издвајају Liquidambar altingiana и Coompassia escelasa. Такође је карактеристично и дрвеће из ендемичне индомалајске фамилије Dipterocarpaceae, као и низ ендемичних родова из фамилија Rubiacea, Euphorbiaceae и Leguminosae. Спрат дрвећа је флористички изузетно богат. Само на острву Јави утврђено је постојање око 500 врста дрвећа, а у целом Малајском архипелагу око 2.000 врста. И за ово подручје су карактеристичне дрволике папрати, међу којима се висином издваја Alsophila која нарасте и до 25 метара у висину. Карактеристична је и палма лијана Calamus чије стабло у дужини обично прелази 100 метара. Уопштено, богатство и разноврсност лијана у азијским тропским кишним шумама је јако велико. Међу бројним и разноврсним епифитама ту су најраширеније папрати Asplenium nidus и Platycerium refinae Wilhemminae, те рододендрони. Међу паразитским биљкама типичан представник је Rafflesia arnolfi са Суматре чији огромни и меснати црвени цветови имају пречнике и преко 1 метра. Међу биљкама које су култивисане и данас се узгајају планташки то су каучук (Ficus elastica), баштенски каранфилић (Caryophyllus aromaticus), цимет (Cinnamonum zeylonicum), бибер (Piper nigrum), те плодоносне Garcinia mangostana, Magnifera indica и Artocarpus integrifola. 